# Pęcherzowce
Pęcherzowce, cystoidy (†Cystoidea) – gromada wymarłych szkarłupni (Echinodermata), żyjących od ordowiku do dewonu (franu).
Pęcherzowce charakteryzowały się kulistym lub wydłużonym pancerzem zbudowanym z licznych, nieregularnie rozmieszczonych płytek. Na szczycie występował otwór gębowy, który mógł być otoczony ramionami. Tuż poniżej szczytu znajdował się otwór odbytowy. Pancerz zwykle był przytwierdzony do podłoża za pomocą łodygi. Były to organizmy wyłącznie morskie, prowadzące bentoniczny, osiadły tryb życia.

## Bibliografia

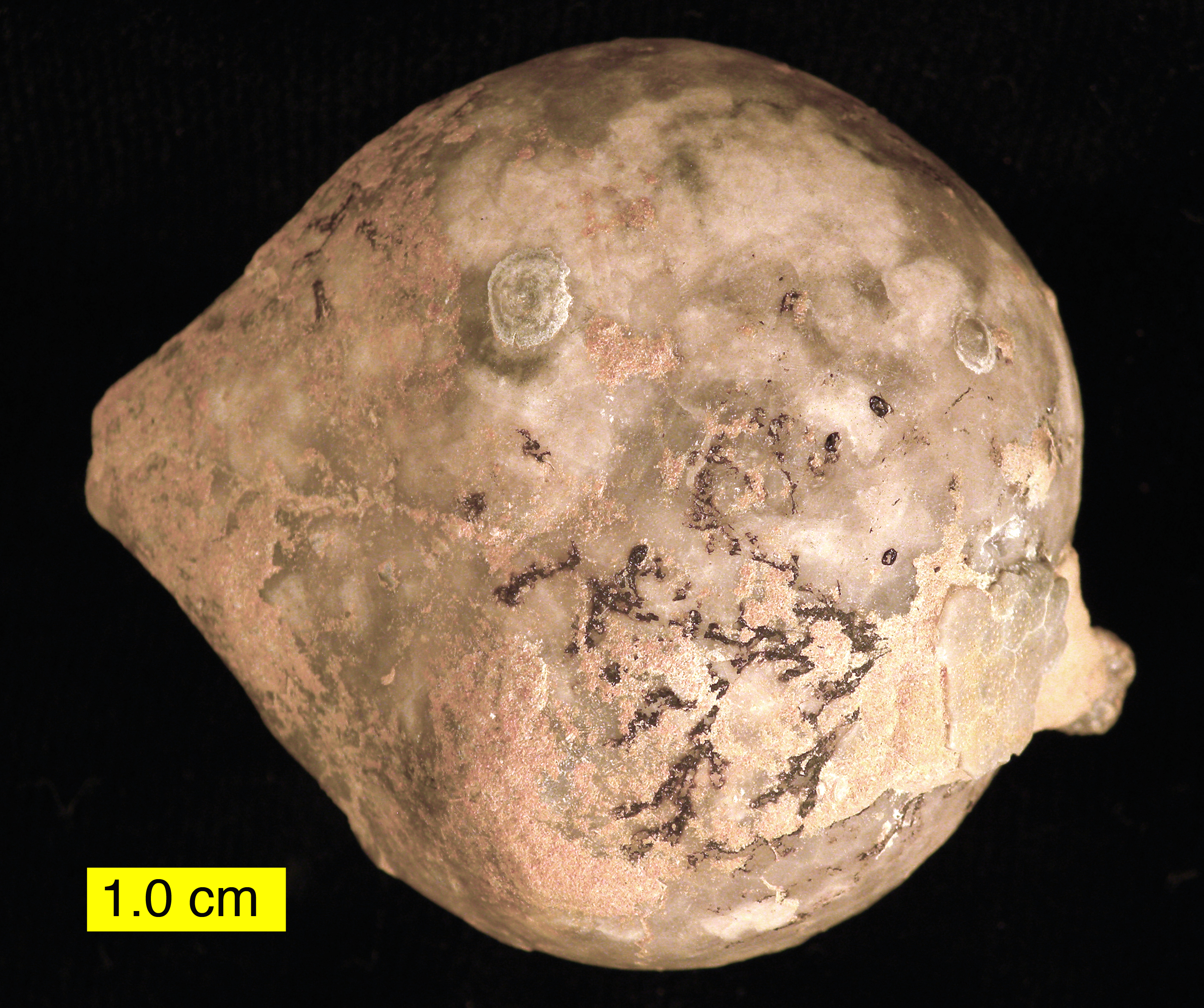
Echinosphaerites aurantium